# Geir Moen
Geir Moen, né le 26 juin 1969 à Moss, est un ancien athlète norvégien spécialiste des épreuves de sprint qui s'est illustré en remportant un titre de champion du monde en salle et un titre de champion d'Europe.

## Carrière
Moen remporte son premier titre majeur international lors des Championnats d'Europe d'athlétisme 1994 à Helsinki dans l'épreuve du 200 mètres en devançant, avec le temps de 20 s 30, le Russe Vladislav Dologodin. Il termine par ailleurs deuxième de la finale du 100 mètres gagnée par Linford Christie. Moen devient à cette occasion le premier sprinteur norvégien à remporter une médaille dans un Championnat d'Europe d'athlétisme depuis Haakon Tranberg en 1946. L'année suivante, il s'adjuge le titre mondial du 200 mètres des Mondiaux indoor 1995 de Barcelone, et prend la sixième place des Championnats du monde en extérieur de Göteborg. En 1998, Geir Moen termine quatrième du 200 mètres des Championnats d'Europe de Budapest. Il a également participé à deux reprises aux Jeux olympiques (1996 et 2000), mais n'est jamais parvenu à atteindre la finale.

## Palmarès

### Championnats du monde en salle
- Championnats du monde en salle 1995 à Barcelone  :
  -  Médaille d'or du 200 mètres.

### Championnats d'Europe
- Championnats d'Europe 1994 à Helsinki :
  -  Médaille d'or du 200 mètres
  -  Médaille d'argent du 100 mètres

### Titres nationaux
- Champion de Norvège du 100 mètres en 1989, 1993, 1994, 1995, 1996, 1997, 1998, 1999 et 2002
- Champion de Norvège du 200 mètres en 1988, 1991, 1993, 1995, 1996, 1997, 1998, 1999 et 2002